# Theoretical Economics
Theoretical Economics (TheorEcon; Теоретична економіка) — спеціалізований економічний журнал; видання засноване в 2006 р. Товариством економічної теорії.
У журналі публікуються дослідження в усіх областях економічної теорії; статті емпіричного та експериментального напряму приймаються редакцією за умови якщо вони містять надійний та прогресивний теоретичний компонент.
До редакційної ради журналу входять відомі економісти: А. Мас-Колелла, Р. Реднер, Т. Сарджент та ін.
Періодичність виходу − 3 номери на рік.